# Galt (Califòrnia)
Galt és una població dels Estats Units a l'estat de Califòrnia. Segons el cens del 2005 tenia 23.173 habitants.

## Demografia
Segons el cens del 2000, Galt tenia 19.472 habitants, 5.974 habitatges, i 4.886 famílies. La densitat de població era de 1.280,8 habitants/km².
Dels 5.974 habitatges en un 49,7% hi vivien nens de menys de 18 anys, en un 65,1% hi vivien parelles casades, en un 11,6% dones solteres, i en un 18,2% no eren unitats familiars. En el 14,5% dels habitatges hi vivien persones soles el 6,5% de les quals corresponia a persones de 65 anys o més que vivien soles. El nombre mitjà de persones vivint en cada habitatge era de 3,23 i el nombre mitjà de persones que vivien en cada família era de 3,57.
Per edats la població es repartia de la següent manera: un 34,5% tenia menys de 18 anys, un 8,1% entre 18 i 24, un 32,5% entre 25 i 44, un 16,5% de 45 a 60 i un 8,5% 65 anys o més.
L'edat mediana era de 31 anys. Per cada 100 dones de 18 o més anys hi havia 95,5 homes.
La renda mediana per habitatge era de 45.052 $ i la renda mediana per família de 47.845 $. Els homes tenien una renda mediana de 38.258 $ mentre que les dones 26.541 $. La renda per capita de la població era de 16.620 $. Entorn del 8,5% de les famílies estaven per davall del llindar de pobresa.

## Poblacions més properes
El següent diagrama mostra les poblacions més properes.